# Laas, Breze
Laas je naselje v Občini Breze v Okraju Beljak-dežela na Koroškem v Avstriji.